# 国際連合安全保障理事会決議72
国際連合安全保障理事会決議72（こくさいれんごうあんぜんほしょうりじかいけつぎ72、英: United Nations Security Council Resolution 72, UNSCR72）は、1949年8月11日に国際連合安全保障理事会で全会一致で採択された決議。パレスチナ情勢に関するもの。
この決議は、国連パレスチナ調停官代理による責任完了の報告を受けて、10人の要員とともに人生を国際連合の任務に捧げた故フォルケ・ベルナドッテ伯爵の忍耐強さ・国際平和への理想への献身への敬意、エジプト・ヨルダン・レバノン・シリアとイスラエルによる停戦合意の交渉を成功に導いた現在の調停官代理ラルフ・J・バンチ博士の任務の良質な指揮・理解・忍耐・貢献への謝意、そしてパレスチナでスタッフや軍事監視員として活躍したベルギー、フランス、スウェーデン、アメリカの将校に敬意を表することを定めた。
決議の採択にあたり、投票は行われなかった。